# Carretera de Nebraska 63
La Carretera de Nebraska 63, y abreviada NE 63 (en inglés: Nebraska Highway 63) es una carretera estatal estadounidense ubicada en el estado de Nebraska. La carretera inicia en el Sur desde la US 34  este de Eagle hacia el Norte en la US 6  suroeste Ashland. La carretera tiene una longitud de 22,4 km (13.93 mi).

## Mantenimiento
Al igual que las autopistas interestatales, y las rutas federales y el resto de carreteras estatales, la Carretera de Nebraska 63 es administrada y mantenida por el Departamento de Carreteras de Nebraska por sus siglas en inglés NDOR.

## Cruces
La Carretera de Nebraska 63 es atravesada principalmente por la  I 80  este de Greenwood.